# Прогресс (городской округ)
Рабочий посёлок (посёлок городского типа) Прогресс или пгт Прогресс — административно-территориальная единица и муниципальное образование со статусом городского округа в составе Амурской области России.
Административный центр — посёлок городского типа Прогресс.

## История
Городской округ образован законом Амурской области от 11.03.2005 г. № 445-ОЗ «О наделении муниципального образования рабочего поселка (поселка городского типа) Прогресс статусом городского округа и об установлении его границ». В состав городского округа включён также рабочий посёлок Новорайчихинск.

## Население
| 2004    | 2009    | 2010    | 2011    | 2012    | 2013    | 2014    |
| ------- | ------- | ------- | ------- | ------- | ------- | ------- |
| 17 500  | ↘15 803 | ↘13 316 | ↘13 281 | ↘13 046 | ↘12 840 | ↘12 567 |
| 2015    | 2016    | 2017    | 2018    | 2019    | 2020    | 2021    |
| ↘12 336 | ↘12 163 | ↘12 006 | ↘11 788 | ↘11 550 | ↘11 373 | ↘11 135 |
| 2023    |         |         |         |         |         |         |
| ↘10 970 |         |         |         |         |         |         |

## Состав
В состав городского округа входят 3 населённых пункта:
| № | Населённый пункт | Тип населённого пункта      | Население |
| - | ---------------- | --------------------------- | --------- |
| 1 | Прогресс         | пгт, административный центр | ↘9820     |
| 2 | Новорайчихинск   | пгт                         | ↘1147     |
| 3 | Кивдинский       | посёлок                     | →3        |